# Dysdera karabachica
Dysdera karabachica är en spindelart som beskrevs av Peter Mikhailovitch Dunin 1990. Dysdera karabachica ingår i släktet Dysdera och familjen ringögonspindlar.
Artens utbredningsområde är Azerbajdzjan. Inga underarter finns listade i Catalogue of Life.